# Microrégion de Lapa
La microrégion de Lapa est l'une des cinq microrégions qui subdivisent la mésorégion métropolitaine de Curitiba dans l'État du Paraná au Brésil.
Elle comporte 2 municipalités qui regroupaient 49 897 habitants en 2006 pour une superficie totale de 2 232 km².

## Municipalités[1]
- Lapa
- Porto Amazonas